# Pachybrachis calcaratus
Pachybrachis calcaratus  (лат.) — вид жуков-скрытоглавов из семейства листоедов (Chrysomelidae). Северная Америка: Канада и США. Длина самцов 2,09 ± 0,07 мм, ширина 1,10 ± 0,04 мм. Основная окраска тёмно-жёлтая с коричневыми отметинами. Ассоциирован с растениями плакун-трава (Lythrum salicaria, семейство Дербенниковые). Вид был впервые описан в 1915 году американским энтомологом Генри Клинтоном Фоллом (Henry Clinton Fall)
.